# Charlie Chan nell'isola del tesoro
Charlie Chan nell'isola del tesoro (Charlie Chan at Treasure Island) è un film del 1939 diretto da Norman Foster sul personaggio di Charlie Chan, ispettore cinese della polizia di Honolulu, interpretato dall'attore Sidney Toler. 

## Trama
Chalie Chan e suo figlio numero 2 si stanno recando a San Francisco per l'esposizione universale, quando a bordo del loro aereo si verifica l'improvviso decesso del noto autore di libri gialli Paul Essex. Una volta giunti a destinazione sarà proprio Charlie a dovere informare dell'accaduto la sconvolta consorte Stella. Tra gli effetti personali di Essex, Charlie rinviene la bozza per un nuovo libro ed un radiogramma nel quale si allude all'impossibilità di sfuggire allo Zodiaco se i suoi ordini vengono ignorati.
La stessa autopsia conferma i timori di Charlie: Essex non è morto di morte naturale, ma a causa di avvelenamento. Resta da capire se si sia avvelenato lui stesso o sia stato assassinato. A San Francisco, nel frattempo, sembra che l'attenzione di tutti sia calamitata dall'esoterico e dalla magia, con il celebre illusionista Rhadini, che intrattiene il pubblico nel suo teatro con l'ausilio della veggente Eva Cairo. La notorietà di Rhadini è dovuta anche al suo scontro con il Dottor Zodiaco da lui accusato di essere un ciarlatano.
Desideroso di conoscere questo Dottor Zodiaco, Chan riesce ad ottenere un'audizione, ed in seguito riesce ad accedere al suo Caveau privato in cui trova le prove che cercava: una grande raccolta di dati personali, su parecchie persone influenti di tutto il pianeta. Tali informazioni provenivano da un'organizzazione di falsi veggenti sparsi in ogni parte del mondo che facevano capo proprio a Zodiaco. Nel dossier di Paul Essex si scopre che in realtà il suo vero cognome è Ellison e che ha avuto guai con la giustizia.
In accordo con Rhadini, Charlie decide di invitare Zodiaco nel tempio della magia dell'isola del tesoro di San Francisco, ma durante le dimostrazioni illusionistiche il dottor Zodiaco viene pugnalato a morte e lo stesso Rhadini viene ferito alla spalla sinistra. Nel tentativo di svelare finalmente il nome dell'assassino Charlie si affida all'ipnosi di Eva Cairo, ed improvvisamente una mano da dietro le quinte tenta di uccidere la giovane, ma Charlie e figlio numero 2 la fermano scoprendo così l'identità dell'assassino: Si tratta dello stesso Rhadini, al centro dell'organizzazione, che per non destare sospetti, si travestiva dal fantomatico dottor Zodiaco, e che durante la serata aveva costretto il suo maggiordomo Abdul il turco a vestirne i panni.

## Produzione
Le riprese si svolsero tra il 17 aprile e il 13 maggio 1939, la distribuzione alle sale avvenne a partire dal 8 settembre 1939.

## Curiosità
L'isola del tesoro a cui si fa riferimento nel titolo è un'isola artificiale nella baia di San Francisco che fu costruita nel 1936-37 proprio per l'Esposizione Internazionale del 1939.